# Норшьопинг
Норшьопинг (на шведски: Norrköping, правопис по правилата за транскрипции до 1995 г. Норчьопинг) е град в Швеция, лен Йостерйотланд. Главен административен център на едноименната община Норшьопинг. Градът е разположен на река Мутала, недалече от вливането ѝ в Балтийско море.

## История
Първите сведения за Норшьопинг датират от 12 век – точното време на основаването на града не е известно, но тогава тук се споменава за църква, посветена на Свети Олаф, покровител на Норвегия. Заселниците използват праговете на река Мутала като източник на енергия за мелниците си, а също така и за риболов на сьомга.
Първите следи от името на града са от 1283 г., когато София Датска, жената на Валдемар I, предава правата за риболов на манастира Шенинге (на шведски: Skänninge). Норшьопинг получава права на град в началото на 14 век, но най-ранният документ, потвърждаващ статута, е датиран от 1384 г.
Бурното развитие на града е свързано с периода на индустриализация през 19 век, за което Норшьопинг получава прозвището „шведския Манчестър“. Тогава градът става един от най-важните центрове на шведската текстилна промишленост, и второто по големина на промишленото производство селище в страната.
Норшьопинг е един от 133-те града на Швеция, които имат статут на исторически градове.

## Забележителности
Целият индустриален център на града, със здания на фабрики и складове, е разположен на река Мутала. В него се намира и напълно реставрираната язовирна стена на реката.
Комплексът от текстилни фабрики се счита за един от най-добре запазените паметници на индустриалната архитектура в Европа. Сега в помещенията им се намира Градския музей, основната част от чиито експозиции са за предприемача Луис де Гире и неговата роля в изграждането на града. Наблизо има още два музея с историята на промишлеността в града – Мелничарския музей (Holmens Museum) със съществуваща воденица и Музея на труда (Arbetets Museum).
През 19 век, в Норшьопинг се намира една от най-големите еврейски общности в Швеция, а през 1858 г. е построена синагогата на улица „Брадгастан“. На север от града се намира най-големия зоопарк в Скандинавия.
В градския Музей на изкуствата има интересни колекции от съвременно изкуство. Живописна панорама на града може да се види от платформата за наблюдение, разположена на височина от 50 m на 68-метровата кула на кметството.

## Транспорт
През града преминават автомобилните пътища Е4 и Е22 и железопътната линия Södra stambanan (Малмьо – Катринехолм).
От 1904 г. в Норшьопинг започва да работи трамвайна мрежа. През летните месеци, два пъти седмично на регулярните линии излизат ретро трамваи.

## Спорт
Представителният футболен отбор на града носи името ИФК Норшьопинг.

## Личности
Родени
- Ханес Алфвен, шведски физик

Свързани
- Абдер Кабус, футболист, играл в местния отбор

## Побратимени градове
- Еслинген, Германия
- Клаксвуйк, Фарьорски острови
- Коупавогюр, Исландия
- Линц, Австрия
- Оденсе, Дания
- Рига, Латвия
- Тампере, Финландия
- Тронхайм, Норвегия
- Удине, Италия